# MÄR角色列表
MÄR角色列表為日本漫畫《MÄR》系列中登場的虛構角色
，名字的由來根據官方粉絲書，以及安西的個人雜誌《MÄRBOMB》中的描述。

## MÄR隊伍
虎水銀太
聲優：日本：熊井統子→（代役）比嘉久美子，台灣：錢欣郁
第一部的主角，14歳，成績跟體能均苦手的平凡中學2年級生，雙眼視力只有0.1，總是嚮往著異世界國度，被阿爾維斯召喚至異世界MÄRHeaven，在MÄRHeaven，視力及各方面的身體機能均得到增強，在與桃樂絲的機遇下跟桃樂絲一同解開傳說中的ARM－巴波的封印，以MÄR隊隊長的身份與眾多夥伴参加第2次MÄRHeaven戰爭，父親是在第1次MÄRHeaven戰爭中擊敗Chess兵隊領隊－魅影的英雄，初吻的對象是雷斯特瓦國公主白雪，在最終決戰中成功擊敗魅影，並在擊敗邪惡水晶球救了自己的父親後讓MÄRHeaven徹底回複和平，而自己和父親回到了現實世界。
第二部漫畫中跟小雪一起登場，和母親一樣立志當童話作家，發覺MÄRHeaven似乎發生了什麼事。
角色名字來源：ÄRM的材質“銀”，可以說是作品的象徵
巴波
聲優：日本：銀河萬丈，台灣：曹冀魯
擁有獨立人格並能利用魔石創造特殊能力的稀罕ARM，擁有前任卡魯帝亞長老的記憶（三百年前卡魯帝亞前任長老巴波跟溫威塔大戰後為了救當時死去的兒子凱伊而利用贗品ARM將自己的性命給了凱伊失去了身體，只好將自己的意識轉到ARM中，並將記憶連同贗品封印），8年前被黛安娜偷走，為Chess兵隊領隊－魅影所持有，在第1次MÄRHeaven戰爭結束後被艾倫所封印，但封印被銀太解開，依照銀太的想像力創造出8種形態，第二次MÄRHeaven大戰結束後魔石再度被拆下，並四處尋找跟銀太相同的影子，最後長眠在湖底，過了六年，被因chess殘黨襲擊而沉入湖底的凱伊尋到，因為感覺到跟銀太相同的氣息而讓凱伊成為了自己的第三任使用者。
角色名字來源：“babbo”，在意大利語中意為“爸爸”或“叔叔”
巴波的8種型態：
變形一：
A：手鎚（武器ARM）：讓巴波結合在右手，利用最前端的球體來敲人，該狀態下巴波能與使用者進行交流。
B：長劍（武器ARM）：將圓球轉換成長劍，該狀態下巴波能與使用者進行交流。
變形二：泡泡筒（武器ARM）：讓巴波變成槍筒，發射出大量巴波臉型的桃紅色泡泡，泡泡接觸到物體後會被引爆，也可以通過蓄力釋放出單個巨大形狀的泡泡，通常用於遠距離攻擊。
變形三：石翼魔（守護者ARM）：銀太的王牌，變形成一個巨大的紅褐色石像鬼，下身由鑽石狀的龐大晶體構成，背後長有雙翼，嘴中銜有圓環，能夠從圓環中發射出破壞性的光束殲滅對手。
變形四：艾莉絲（神聖ARM）：外型是身著黑色禮服的女性天使，能夠消除暗黑ARM的詛咒，但是無法消除特殊的詛咒。
變形五：果凍墊（守護者ARM）：變形為一塊高大的橙色布丁狀膠質包裹使用者，膠質的彈性能夠將大部分物理攻擊吸收，但防禦力存在上限。
變形六：穿長靴的貓（守護者ARM）：白色的直立巨貓，能夠與使用者進行對話。腰間和靴中共藏有6把匕首用於作戰，同時還具有使用ARM的特殊能力。（聲優：日本：矢尾一樹，台灣：曹冀魯）
魚形劍（武器ARM）：巨大的藍色魚形武器，有著強大破壞力的同時也可以用於格擋防禦遠程的攻擊。
替身人偶（不明）：棕色的小型人偶，在巴波的使用者受到傷害時可以將傷害轉移到小型人偶上，使直接攻擊守護者主人的戰術失效。
變形七：意志結合（次元ARM）：能將分離的身體跟意識重新結合。
變形八：逆轉小丑守門人（次元ARM）：能將異世界的人傳送回原有世界。
〈動畫版中的變形七為小雪的眼淚與白雪的靈魂結合而成的魔石，能接收所有同伴的魔力並讓石翼魔變成金色的能量全開狀態，被邪惡水晶球殺死的所有人（白雪除外）和羅藍及卡魯帝亞的長老也是靠這顆魔石的力量復活的，動畫中並沒有出現變形八，最後是用一開始銀太和傑克到的那家ARM專賣店裡的另一個守門小丑回到原來的世界（並未使用變形八）〉
白雪
聲優：日本：清水愛，台灣：馮嘉德
第一部的女主角之一，MÄRHeaven大國雷斯特瓦國公主，14歲，為逃出後母黛安娜的控制而離開雷斯塔瓦，在被Chess兵隊追捕時用冰之ARM將自己封印在巴茲利加島的一座古城堡中，被銀太用火之ARM所救出。後加入MÄR隊對抗Chess兵隊，擁有與銀太現實世界的同學小雪一模一樣的相貌，並和小雪有著微妙連繫，在6th戰爭遊戲中被魔術師羅打敗並抓去雷斯特瓦，漫畫版在桃樂絲殺死黛安娜後被救出，並和父親團聚，動畫版中雖被魔術師羅所救，但在第95集發現自己是黛安娜用小雪的靈魂創造的，並且在97集被邪惡水晶球所殺，為了幫助銀太而跟小雪合併而沒復活，MÄR隊的一員，擅長使用冰為武器的冰之使。
第二部漫畫中以黑影登場，被保護於雷斯特瓦，似乎已成為MÄRHeaven的精神象徵。
角色名字來源：同名童話《白雪公主》
持有的ARM：
冰之鎖鏈（自然ARM）：能夠釋放出大範圍的冷氣將周圍的環境凍結
寒冰戒指（自然ARM）：能夠將空氣中的水分凝結成冰塊，通常用於形成尖錐狀的冰塊包裹住自己的手部，從而當做劍進行近身格鬥。
覆冰之岩（自然ARM）：白雪常用的冰屬性自然ARM，釋放出大量的塊狀冰石向敵人進行散射，通常用於大範圍的遠程攻擊。
痊癒天使（神聖ARM）：能夠在一定程度上治療戰鬥人員的創傷，治療的程度與使用者的魔力成正比，銀太與伊安的戰鬥中被贈予
小雪人（守護者ARM）：一般用於召喚一次性的巨大雪人從天而降轟擊對手。視情況也有多種用途，例如用複數的雪人圍住自己以進行防禦、或是水平地將雪人發射出去沖擊敵人。
溫蒂妮（守護者ARM）：在魔法之國卡魯帝亞獲得的守護者ARM，身批符咒、具有女性樣貌的水之精靈，精靈能夠與使用者進行對話，並自如地操縱水體對敵人攻擊，或是用水球包裹住對手的頭部迫使其窒息，招式是水柱，名字取自歐洲傳說中的水精靈。（聲優:日本:篠原惠美，台灣:錢欣郁）
桃樂絲
聲優：日本：中島沙樹，台灣：馮嘉德
第一部的女主角之一，同時有「動畫版中的女主角」的稱號，MÄRHeaven惡名昭彰的魔女，17歲。魔法之國卡魯帝亞出身，Chess兵隊皇后－黛安娜的妹妹，在收集散落於MÄRHeaven各地的ARM時，遇見來自現實世界的銀太。總是熱情的表現出對銀太的喜愛。在開朗的笑容下，卻背負殺掉親姊姊的悲傷宿命，在成功殺了黛安娜拯救MÄRHeaven後似乎繼續收集散落於MÄRHeaven各地的ARM的旅程，動畫版中在殺了黛安娜後被邪惡水晶球所殺（第100集），後復活，MÄR隊的一員，使用武器ARM－西風的掃帚及複數強力ARM戰鬥的風之使。
第二部漫畫中已完成回收ARM的任務，住在卡魯帝亞的一個家庭中。
角色名字來源：《綠野仙蹤》
持有的ARM：
西風的掃帚（自然ARM）：交通工具和風屬性武器，桃樂絲平常隨身攜帶，通過揮舞控制風元素進行切割斬擊，或是塑造複數的氣流風暴，名字取自古希臘神話阿涅彌伊里的西風神。
特技：西風的掃帚-龍捲風__只在動畫版中出現，解放掃帚的魔力，揮舞出巨大的龍捲風，影響範圍和持續性都顯著增強。
銀戒小刀（武器ARM）：能變出一把小刀，平時用於替代西風的掃帚的武器。
消毒的阿爾菲（神聖ARM）：只在漫畫版中出現，能消除毒素。
往復之戒（次元ARM）：能夠將使用者傳送至曾到達過的地區，戒指需要在當地進行位置記錄後才能進行相應的傳送，使用時需對其說出目的地和傳送者的名字，名字取自義大利語的“境外航行”
銀戒拉鍊（次元ARM）：能從異空間取出自己想要的ÄRM，通過拉鍊開關連接一個小型的異空間，用於儲存桃樂絲收集的ARM。
銀戒盔甲（守護者ARM）：召喚出一副能自主活動的鎧甲，鎧甲本身戰鬥力脆弱，一般僅用於試探對手的能力。
布林金（守護者ARM）：桃樂絲在跟銀太尋找巴波後所收服的ARM，外型是一個巨大的大鐵人，原持有者是艾倫。
飛翔銀獅（守護者ARM）：桃樂絲初期所使用的ÄRM，外型是一隻有翅膀的獅子，在尋找巴波那時被守衛布林金所摧毀，但之後似乎又得到了修復。
雨犬─托托（守護者ARM）：桃樂絲最強的守護者ÄRM，從異空間中召喚出巨大的藍色三尾魔犬，魔犬有著正面衝碎鋼鐵的強力體魄，任何的ÄRM皆能被它咬碎(動畫版修正為吸入）。（聲優:日本:河本邦弘，台灣:曹冀魯）
瘋狂娃娃（守護者ARM）：十分吵鬧的ÄRM，外型是一個相貌醜陋的女性洋娃娃。頭髮蓬亂、嘴巴寬大，穿戴臟兮兮的長裙，且只有一隻金屬腿，利用唱歌所發出令人頭痛的怪音波來攻擊敵人。（聲優:日本:雨蘭咲木子，台灣:林美秀）
處刑的稻草人（守護者ARM）：一個掛在十字架上的巨大稻草人，將對手固定後高速扭轉身體並對敵人進行突刺攻擊。
傑克
聲優：日本：阪口大助，台灣：馮嘉德
住在巴茲利加島的少年，14歲，故事開篇時，在銀太幫助下擊退了騷擾他們家的魯加爾兄弟，為了鍛鍊自己成為真正的男子漢而與銀太一同冒險，父親是十字軍成員，夢想是培育出能穿越天空的植物，最後夢想得以實現，MÄR隊的一員，使用各式植物種子及武器ARM－戰鬥銀鏟的植物使。
第二部漫畫中已跟芭諾結婚，在凱伊因承受不住巴波的魔力而瀕臨死亡的時候給了愛麗莎能拯救凱伊的花朵，因而救了凱伊。
角色名字來源：同名童話《傑克與魔豆》
持有的ARM：
戰鬥銀鏟（武器ARM）：由傑克的父親留給他的ARM，未啟動時是一個掛有鐵鏟墜飾的手鍊。設有嵌入魔石的孔槽，不使用魔石時僅是普通的武器，不需要魔力即可發動。
大地銀鏟（自然ARM）：傑克的父親留下來的遺物，桃樂絲給予了地屬性魔石之後變成了能控制大地能量的自然ARM。
特技1：地波__將銀鏟插入地面後，向前發出地震波掀起地面攻擊對手。
特技2：地豆__將複數數個種子灑在地面上，通過銀鏟觸發其生長為巨大的藤蔓狀植物，既可以垂直生長將敵人盤起也可以沿水平方向衝擊敵人，故事結尾時傑克的地豆已經能達到穿過雲層的高度。
特技3：魔法蘑菇__將孢子灑向敵人後控制蘑菇在敵人的身體上長出，可以使對手陷入幻覺從而輕易將其製服，曾用於戰勝chess兵隊的芭諾並使其迷戀上了他，靈感來自於幼時父親的指導。
特技4：地豆防護罩__將自己包裹入球狀的豆殼中躲避敵人的攻擊，隨後從生長的地豆中破殼而出、地豆防護罩變形二__只在動畫版中出現，有盾牌效果。受巴波變形五的啟發創造的招式，在對戰中主要用於防禦。
梅希特斯（守護者ARM）：在魔法之國卡魯帝亞獲得守護者ARM，外型是非常多的食人草所組成，植物具有類似捕蠅草的多個巨大口器，用於將敵人咬起吞噬。
鬼火屬弗雷（守護者ARM）：在魔法之國卡魯帝亞獲得的守護者ARM，具有強大能力的火之精靈，有著孩童的外形，頭髮呈燃燒狀，穿著中東風格的服侍，能夠與使用者進行對話並按其要求焚毀目標，動畫版追加但對宇宙樹無效以及會消耗極大量魔力使得長老不得不把該ARM封印起來的設定。（聲優:日本:小林由美子，台灣:錢欣郁）
阿爾維斯
聲優：日本：保志總一朗，台灣：吳文民
十字軍（クロスガード）的成員，擁有媲美騎士級實力的少年，16歲，六年前的戰爭中被魅影烙下殭屍刺青，為消滅復活的魅影及Chess兵隊，而發動次元ARM－守門的小丑，召喚銀太至MÄRHeaven，在冷漠的外表下，其實深藏著渴望同伴的心，跟chess兵隊的羅藍有一些相似的特質，但兩人對魅影本人和他的的觀點抱持著相反態度，最後成功用幽靈之鑰將魅影殺死，並跟貝兒生活在一起，動畫版第86集中因為幽靈chess的計謀使的僵屍刺青蔓延到全身並被控制，後被MÄR其他成員救回，第99集被邪惡水晶球殺死，後復活，非常崇敬十字軍領袖－主人，使用守護者ARM－十三圖騰鎖鍊及複數強力ARM戰鬥，外號“希望之光”。
第二部漫畫中負責調查贗品ARM及贗品組織，在發現凱伊持有巴波後以"你不是銀太，不會使用守護者ARM"為由沒收了發動omega石翼魔的魔石，不過最後認同了凱伊的實力。
《小飛俠》為主題。
角色名字來源：日耳曼神話中的矮人，意思是完美的智者
持有的ARM：
13圖騰鎖鏈（守護者ARM）：形態一：十三圖騰棍（作為近戰武器使用）：能夠自如地伸展長度以輔助進行攻擊和跳躍、形態二：十三圖騰柱：讓圖騰柱快速衝破地面來將敵人擊飛至空中，或是控制圖騰柱將敵人圍困在一定空間內，圖騰柱也可以分解成單塊的圖騰形式並向對手發射，或是進行防禦。___由凱拉贈予的守護者，阿爾維斯主要的戰鬥方式。
守護盾牌（武器ARM）：半身大的普通護盾，盾面上刻有十字圖案，用於進行防禦。
小丑守門人（次元ARM）：最高級的次元ARM，能夠將現實世界的人傳送往MÄR Heaven，動畫版追加能將人傳送回原本所在的世界，極其稀有，啟動後會由十字眼的小丑決定傳送的人數，傳送完成後便會自動破壞，阿爾維斯用此召來了異世界的銀太。（聲優:日本:松本大，台灣：吳文民）
籠中鳥（暗黑ARM）：把魔力比自己低的人變成小鳥，並關起來
戰慄骷髏（暗黑ARM）：在第五場與哈米隆交戰時所用，可將人定住，代價是全身劇痛
混沌霸者（守護者ARM）：在魔法之國卡魯帝亞獲得的守護者ARM，啟動後形體的四部分會分離開來，隨後釋放出一個巨大猙獰的魔眼，被魔眼捕捉到的敵人會被困入一塊透明的球狀空間中，並隨著使用者的命令在空間內發生致命性的爆炸，名字取自馬來西亞傳說中的神秘怪物。
那那西
聲優：日本：小野坂昌也，台灣：曹冀魯
有著巨大臂力及強大魔力，盗賊集團魯貝利亞的老大，年齡約28歲，在被卡里安所救前沒有記憶，突然渾身是傷的出現在荒郊野外。每當使用雷電之眼時，腦海會出卡里安的影子，常因為好女色而讓自身陷入險境，尋找Chess兵隊的貝塔替死去的同伴復仇，最後成功在7th最終決戰替魯貝利亞復仇，動畫版第97集被邪惡水晶球所殺，後復活，MÄR隊的一員，使用自然ARM－雷電之眼戰鬥的雷之使。
第二部漫畫中因魯貝利亞被當地領主討伐成員全數逃跑，在桃樂絲的要求下而跟凱伊等人一起行動，是隊伍中的四號角色。
據安西信行本人表示該角色是來自現實世界的人物。
持有的ARM：
雷電之眼（自然ARM）：由卡里安贈予那那西，也是其最常使用的ARM之一，可以在雙手間形成電氣團並向前發射出威力巨大的閃電，魯貝利亞首領的證明，在被卡里安抹去記憶後，每次使用時會短暫回想起其身影。
鷲獅之矛（武器ARM）：啟動後變為一把槍尖呈獅鷲頭型的長矛，是那那西近身作戰中最常使用的武器。
千針萬刺（武器ARM）：從周圍的地面中伸展出大量的毛刺以擊碎身邊的威脅。
神聖盾牌（武器ARM）：啟動後會伸展成一面巨盾，並將使用者包裹在白色光芒的結界中，令所有創傷和魔力完全恢復，漫畫中是阿爾維斯送的，動畫中為魯貝利亞同伴--皮露的遺物，最終決戰中被貝塔破壞。
往復之戒（次元ARM）：能夠將使用者傳送至曾到達過的地區，戒指需要在當地進行位置記錄後才能進行相應的傳送，使用時需對其說出目的地和傳送者的名字，名字取自義大利語的“境外航行”
千里眼球（次元ARM）：能夠投影出遠方景象的透明狀球體
吉姆諾特（守護者ARM）：在魔法之國卡魯帝亞獲得守護者ARM，一條巨大的粉紅色無眼電鰻，能夠在空中飛行、將敵人束縛住並釋放強大的電流。電流的威力足以將卡里安吸收閃電的避雷劍直接擊碎，名字取自法語的電鰻。
艾倫
聲優：日本：小杉十郎太、皆川純子（童年時期），台灣：黃天佑、林美秀（童年時期）
原雷斯特瓦國士兵，在Chess兵隊發動侵略戰爭時授命創建十字軍，40歲。第1次MÄRHeaven大戰時作為主人的副手領導正義一方贏得勝利。是十字軍的第二把交椅。與Chess兵隊－萬聖節激戰時，被其施予詛咒而和白雪的家臣愛德華融合，交換方式為艾倫睡一次愛德華睡三次，在動畫30集（單行本第七集）時被銀太以神聖ARM－艾莉絲解除詛咒，最後成功跟萬聖節做出了斷，動畫版第96集被邪惡水晶球所殺，後復活，使用武器ARM－空氣鎚及複數強力ARM戰鬥。
第二部漫畫中似乎已成為白雪的護衛。
持有的ARM：
氣鎚（次元ARM）：艾倫最常用的武器，能力是壓縮空氣釋放出多束衝擊波以攻擊對手，既可以用於遠程射擊，也可以在近身格鬥中增強破壞力。
焰龍（自然ARM）：火屬性的自然ARM，與白雪的冰之ARM成對，外形是一條金屬短鏈，能夠噴射出龍頭形狀的火焰。
修練之門（次元ARM）：啟動後將若干人送入異次元的修煉道場。門內世界的時間流速僅有外界的六十分之一，因此可以用於在短時間內迅速提昇實力。
寶箱（不明）：用來裝巴波的寶箱，用要由零魔力的人才打得開
小丑守門人（次元ARM）：最高級的次元ARM，能夠將現實世界的人傳送往MÄR Heaven，動畫版追加能將人傳送回原本所在的世界，極其稀有，啟動後會由十字眼的小丑決定傳送的人數，傳送完成後便會自動破壞，艾倫過去曾從戴安娜處獲得這一ARM，並藉此召喚來了異世界的主人。
梅莉樂（守護者ARM）（聲優:日本:尤加奈，台灣：林美秀）/布莫露（守護者ARM）（聲優:日本:愛河里花子，台灣: 林美秀)：兩個成對的人形守護者，在修煉之門中負責指引人進行訓練，二者都能在修煉者和艾倫間傳遞訊息。
神聖之手（守護者ARM）：在魔法之國卡魯帝亞獲得的守護者ARM，召喚出一副從天而降的藍色巨手，能夠通過使用者的雙手進行同步操作，擁有握碎守護者的強大力量。

## 西洋棋兵隊
挑起兩次MÄR Heaven戰爭的戰鬥集團，以統治世界為目標，最後被MÄR消滅。等級從高至低依次為國王、王后、騎士、主教、城堡和士兵。

### 國王
Chess兵隊首領 ─ 邪惡水晶球
聲優：日本：石井康嗣，台灣:黃天佑
六年前寄宿在巴波的邪惡靈魂，MÄR HEAVEN的人類邪惡之心（動畫版為溢出到MÄR HEAVEN現實世界的），被魔法之國卡魯帝亞的長老們所封印，成為擁有邪惡的意識體，並讓黛安娜目睹了充滿毀滅和痛苦的世界，在第1次MÄR Heaven戰爭結束後潛入銀太父親的軀體，成為國王。
後來被銀太用巴波變形四與變形七讓銀太父親的靈魂回歸身體（動畫版中是用巴波變形四直接讓銀太父親的靈魂回到身體）而被逼出來的邪惡水晶球最終被銀太打敗。
持有的ARM：
飛翔螺旋（自然ARM）
爆裂空間（次元ARM）
不死鳥（守護者ARM）
混沌女神（守護者ARM）

### 皇后
戴安娜
聲優：日本: 根谷美智子，台灣：林美秀
擁有一頭紅髮，卡魯帝亞出生，桃樂絲的姐姐，白雪的繼母，漫畫版描述該角色從小就有無窮的慾望，動畫版描述該角色是一位脆弱的女性，為了讓大家能快樂的使用魔法而被邪惡水晶球迷惑，八年前從卡魯帝亞偷走具有魔力的798個ARM（包含巴波、小丑守門人……），將白雪抓走的目的是為了利用白雪跟小雪的聯繫來建立通往現實世界的通道，並統治現實世界，最後被桃樂絲殺死。
持有的ARM：
東風之杖（自然ARM）：與西風的掃帚相對的魔法武器，同樣能夠操縱氣流和風暴發起攻擊，是戴安娜主要的作戰武器。名字取自古希臘神話中阿涅彌伊里的東風神。
特技1：女王一閃__魔杖的基本能力，通過向前揮擊掀起氣流進攻敵人。
特技2：大氣駕馭__將周圍環境中的氣流集捲成垂直的輪狀風暴衝擊對手。
特技3：氣旋之龍__將魔杖頂上的雙環打開釋放龐大的魔力，創造出毀滅性的龍捲風。
死亡魔方（暗黑ARM）：只在動畫版中出現，將某一人封印在天藍色方形晶體構成的魔方中，魔方需要按照特定的步驟解開才能將封印解除，一旦解開的順序出現錯誤，就會讓被封印者消失在異次元空間，作為使用代價，解開魔方的人也會代替被封印者消失。
完結之環（自然ARM）
翔翼巨鷹（幽靈ARM）：將自己化身成鷹翼爪身的巨大魔物，擁有一擊撕碎普通守護者的力量。
八爪怪（守護者ARM）：外形巨大的粉紅色章魚怪物，用八足困住對手並施以攻擊。
皮諾奇木偶（守護者ARM）：有著木質身形、紅色長發的巨大人偶，向敵人爬行進攻，人偶的鼻尖具有較大破壞力，造型酷似過去製造的西洋棋兵隊騎士。
地獄犬（守護者ARM）：召喚三個黑色的魔球，並從魔球中誕生出有著兩個額外的蛇形頭部的巨大白色魔犬。

### 騎士
魅影
聲優：日本: 齋賀光希，台灣：吳文民
卡魯帝亞出生，率領棋兵隊的No.1騎士,30歲，但外表是比實際年齡輕的銀髮帥哥，在6年前的大戰跟主人打成平手，因為擁有不死的肉體而復活，為了將他認為非常無聊的世界給破壞掉，魅影接受皇后的殭屍刺青，得不死之身的力量，然後集結全世界的好事之徒掀起戰亂，魅影的笑容可以鬆懈周圍的警戒心，但真正的他，卻是一個企圖破壞世界的支配狂，擁有不死的力量與永遠的時間，他喜歡慢慢培養人，再毀滅對方，因為看中阿爾維斯的潛力而給阿爾維斯殭屍刺青，在第一次戰爭遊戲中的最終決戰跟銀太的父親同歸於盡，第二次戰爭遊戲中的最終決戰被銀太打敗，最後接受自己的死亡，但漫畫的動機是已對自己永恆的生命感到厭捲，動畫是領悟到愛是什麼，和艾瑪曾是戀人。 
持有的ARM：
守護者1~10（守護者ARM）：
6號/8號/9號：第二次最終決戰中最初使用的3個守護者，戰鬥力較低，6號是巨大的兔子布偶，8號是深灰色大頭的石巨人，9號是樹乾頭型、身著長裙、有著懸空大手的怪物。
1號/3號/4號/7號/10號：第二次最終決戰中使用的相對較強的5個守護者，1號是手執長槍盾牌的人形怪物，3號是防禦力較高的樹人，4號是能夠進行空間移動的爬蟲狀懸空玩偶，7號是穿著紳士禮服的巨蛋，10號是黑色幽靈狀怪物，能夠對目標進行精神打擊。
2:雷姆雷斯 ：最強的2個守護者之一，造型是長有長角和尾巴、眼與嘴發出紅光的黑色巨人。
5:死亡之龍 ：最強的2個守護者之一，造型是綠色帶班點皮膚、長有紫色長角和雙翼的恐龍。
魅影之鏡（次元ARM）：將敵人或受懲戒的人困在鏡子之中，打破鏡子敵人就會死亡。
魅影加農炮（特殊ARM）：只在動畫版中出現，向前發射出紅色的毀滅性光束
魂之雙曲（暗黑ARM）：創造出蝴蝶形狀的紅色光芒，能持續地汲取周圍人的生命力，並將其轉化為魔力攻擊，動畫版追加對魔力越低的人越有效。
名字不詳（特殊ARM）：由六角形綠色鱗片構成的左臂，魅影在六年前的戰爭遊戲被主人砍斷一隻手後獲得，能拼合為六角形的巨盾進行防禦，也能將銳利鱗片成群地向前發射也可以聚集成巨大的球體轟擊對手。
火焰彈（守護者ARM）：在復活後用於替代巴波的武器，由刀身通過鎖鏈連接的巨大蝙蝠翼火球構成，火球有著紫黑色的猙獰外殼，並能自如放縮或爆炸，名字取自法語的點燃。
巴波
#MÄR隊伍參照，魅影六年前持有在第一次戰爭遊戲期間使用的ARM，曾裝載著洪爐的靈魂，魔石的裝配情況和變形狀態不詳，某一型態可對敵人使出殭屍刺青。
貝塔
聲優：日本: 遠近孝一，台灣：黃天佑
有著長髮和偏綠臉龐的男子，魅影的補佐，少數得到魅影信任的人物之一，十三星座騎士最強六人中的一人，曾剷平魯貝利亞，是那那西最憎恨的人，在最終決戰中被那那西殺死。
持有的ARM：
死神之鐮（武器ARM）：
鮮血之爪（武器ARM）
魔鏡之戒（次元ARM）
黑暗反擊（暗黑ARM）
地獄加農砲（幽靈ARM）
吸血球（不明）
戰慄之眼（守護者ARM）
萬聖節
聲優：日本: 松本大、愛河里花子（童年時期），台灣：曹冀魯、錢欣郁（童年時期）
外型把自己綁在十字架上的蕃茄頭人，6年前與艾倫一戰未分出勝負，十三星座騎士最強六人中的一人 ，本名潘普，是艾倫的兒時玩伴，在最終決戰中被艾倫打飛成重傷，目前正躲在某處癡癡的等待能殺死艾倫的機會。
持有的ARM：
火焰之手（自然ARM）
心宿二（自然ARM）
十字架之刃（武器ARM）
依古尼魯（暗黑ARM）
終極死亡線（守護者ARM）
爆炸植物「Trick or Treat」（守護者ARM）
地獄墳場（守護者ARM）
創世陰靈（守護者ARM）
羅藍
聲優：日本: 千葉進步、大浦冬華（童年時期），台灣：黃天佑、林美秀（童年時期）
一位有著一頭金髮的俊美青年，跟愛麗莎疑似有親屬關係，幼年時喪失雙親後曾得到魅影（Phantom）的相助， 擁有魅影給他的「殭屍刺青」，使用自然ARM 石方塊，石使者 ，十三星座騎士最強六人中的一人 ，非常忠於魅影，動畫後期是少數幾個還留在魅影身邊的成員之一，也是少數得到魅影信任的人物之一，跟阿爾維斯有一些相似的特質，亦是阿爾維斯在戰爭遊戲中唯一輸過的對手，最終決戰中被阿爾維斯打敗，最後意識到了魅影的死亡（因發現身上的殭屍刺青消失不見），動畫版第94集中因帶阿爾維斯去見魅影沒見成而自殺，後被銀太的魔石救活，在魅影死去的地方跟小甜甜團聚。
第二部漫畫疑似已成為阿爾維斯的十字軍隊友。
持有的ARM：
石指環（自然ARM）：石方塊（通常型態 ）由岩石積聚而成的正方形定時炸彈，表面有鬼臉形的倒計時，接觸三秒後自動爆炸，是羅藍的得意技、熔岩之蛇（特殊型態）：適應熔岩場地而創造，由岩漿變化而成的巨蛇，攻擊威力巨大。
西洋劍鞭（武器ARM）：有着劍的外形，但能夠伸長作为鞭子進行遠距離攻擊，質地堅硬，被劍鞭觸及的地方會發生爆炸，最終決戰中被阿爾維斯破壞，動畫版在之後被修復。
天使之翼（自然ARM）：未發動前為羅蘭右肩的羽毛裝飾，能夠帶著使用者飛翔並發射利刃狀的羽毛進行攻擊。雙翼生出的位置動畫與漫畫略有差異，動畫版在背後（有時兩肩），漫畫版則在兩肩，最終決戰中被阿爾維斯破壞，動畫版在之後被修復。
石雞怪（守護者ARM）：羅藍的王牌ARM，解放需詠唱咒文，詠唱後ARM形態發生细微變化，守護者原型為神話中雞身蛇尾的怪物，被其吐息噴射到會石化，由於是由接觸面開始石化，因此能比小甜甜的蛇魔女更快的將對手石化，在最終決戰中被阿爾維斯破壞。
暗黑薔薇鞭（自然ARM）：只在動畫版中出現，使用長滿了尖刺的柔軟薔薇藤對敵人進行纏繞攻擊，也可變為利刃，暗黑薔薇能夠汲取被縛者的魔力。
束縛之籠（不明）：只在動畫版中出現，外觀類似鳥籠，特性似乎是阿爾維斯的暗黑ARM籠中鳥的降級版。
封殺之籠（不明）：只在動畫版中出現，能夠封閉被關於籠內的人的魔力，使其無法使用ARM。。
小甜甜
聲優：日本: 佐久間紅美，台灣：錢欣郁
一位美貌與性感兼具的女人，石使者，S+M，對魅影有著濃厚愛意，為了「親愛的魅影」而戰，5TH與傑克打成平手，最後因為阿爾維斯等人打進雷斯特瓦城時（動畫版94集是帶著魅影逃難但被銀太、阿爾維斯等人追上）陪在魅影身邊而看到了魅影的死亡，動畫版描述其原是一名傭兵隊長，自稱不敗但魅影打敗了她 ，動畫後期是少數幾個還留在魅影身邊的成員之一。
持有的ARM：
石斧（武器ARM）：與一般的武器ARM相比具有更大的近戰優勢，要想自在地揮舞需要相當的魔力與臂力。
石指環（自然ARM）：堅硬而厚重，能夠輕易撕裂傑克地豆藤蔓的巨大石爪。
石脈衝&石墜擊（自然ARM）：如同脈衝般從地面爆突出無數尖利的石棘使敵方無立腳之地。拔起的石棘不會馬上墜落而是懸浮於空中，準備再度墜擊的連續技。
巨石（自然ARM）：憑空製造出巨大的圓形石塊並進行操縱攻擊，為小甜甜加快恩惠之秤指針的轉動而使用。
恩惠之秤（神聖ARM）：能夠蓄積使用者受到的傷害、並將其以數倍轉化為魔力的媒介。使用者每受到一次傷害指針轉動一格，指針轉滿一周後發動效果。
魔石-空間轉移（次元ARM）：發動後與敵方互換位置，將敵方的遠程攻擊還擊自身。
蛇魔女（守護者ARM）：小甜甜别在帽子上的王牌ARM，需要消耗巨大魔力才能發動。守護者原型為希臘神話中的蛇髮魔女梅杜莎，直視她眼睛的人會慢慢變成石塊，且石化過程中伴隨著強烈的痛楚，因為不是暗黑ARM，故使用神聖ARM也無法解除，除了破壞ARM外別無他法，在5TH戰中被傑克破壞。
拉米亞（守護者ARM）：只在動畫版中出現，在蛇髮魔女被破壞後小甜甜獲得的新的強力ARM，豎琴聲能喚醒人靈魂深處的傷痛，並奪取對方生命力，守護者原型為希臘神話中的人首蛇身女怪。
亞修
聲優：日本: 小西克幸，台灣：吳文民
影使者，非常喜歡小孩子，怕小孩子會有性命危險而加入棋兵隊，看到銀太的執著，將MÄR Heaven的命運託付給銀太，在5TH喪失戰意而棄權，動畫版中收容父母被chess殺死的小孩並為他們建立新的村莊，動畫版第98集中為了讓在村莊頻繁出現的次元隧道封印而求助銀太，在與邪惡水晶激戰中被邪惡水晶球所殺，後復活。
持有的ARM：
三次元影子（自然ARM）
自走炸彈（武器ARM）
人體分離（次元ARM）
驚魂空間（次元ARM）
死神（守護者ARM）
卡里安
聲優：日本: 松本保典，台灣：黃天佑
魯貝利亞的前任老大，把失去記憶的那那西撿回，後來受貝塔邀請，加入棋兵隊，並成為騎士級，在5TH敗北於那那西，是那那西的命名者，第二部漫畫中已成為那那西的搭擋，似乎回到了魯貝利亞。
持有的ARM：
避雷劍（自然ARM）
雷電飛旋（自然ARM）
魔法之繩（武器ARM）
雷電之羽（武器ARM）
銀電魟（守護者ARM）
剛加
聲優：日本: 郷里大輔， 台灣：黃天佑
雖然身為騎士級，但其實是因為擁有超乎常人的耐打能力，實力只有主教級的中等程度。因為他長相醜陋所以厭惡長相俊秀的阿爾維斯，因此將他視為自己的敵手，6TH中被阿爾維斯打敗，動畫版中在戰爭遊戲結束後跟奇羅姆、皮諾奇木偶一起行動，並在卡魯帝亞跟阿爾維斯再度交手，並再度被擊敗。
持有的ARM：
煙幕（自然ARM）
大文字（武器ARM）
百足蜈蚣（武器ARM）
沙地獄（次元ARM）
功夫蛙（守護者ARM）:6TH戰中被阿爾維斯破壞，動畫版在之後被修復。
皮諾奇
聲優：日本: 永澤菜教，台灣：林美秀
戴安娜送給兒時桃樂絲的木偶，說謊鼻子會變長，並變成砲筒，在6th戰爭遊戲中被桃樂絲破壞，動畫版在戰爭遊戲結束後被修復，並跟奇羅姆、剛加一起行動，並在卡魯帝亞跟桃樂絲再度交手，並再度被擊敗。
角色名字來源：《木偶奇遇記》中的皮諾奇
持有的ARM：
鋸鋸子（武器ARM）
鐵鍊之手（武器ARM）
巨島鯨魚（守護者ARM）
魔法師·羅
聲優：日本: 關智一，台灣：黃天佑
曾照顧小時候的白雪。聽命於戴安娜的命令，在6TH將白雪帶回雷斯特瓦，動畫版中為了救白雪犧牲了自己的性命來解開詛咒ARM。
持有的ARM：
火圈（自然ARM）
泡泡獅（自然ARM）
利刃之球（武器ARM）
模仿徽章（不明，曾模仿过白雪的小雪人以及银太的石翼魔（動畫）艾倫的神聖之手（漫畫）（黑暗版）。）
撲克牌士兵（守護者ARM）
夢魘（守護者ARM）
威薩
聲優：日本: 緒方賢一，台灣：吳文民
年齡最大的騎士，84歲，十三星座騎士最強六人中的一人，魔力的根源是生長在頭頂的樹,在最終決戰中敗給傑克，動畫描述該角色為了讓吸收人民的痛苦與絕望的宇宙樹直升天際因而加入chess。
角色名字來源：北歐神話中的森之神維達（Vidar）
持有的ARM：
爆炸草（自然ARM）
宇宙樹（自然ARM）
木之葉亂舞（自然ARM）
種子加農砲（自然ARM）
蛇木波（自然ARM）
死亡空間（次元ARM）
枯木之鳥（守護者ARM） ── 擁有令植物與一切都枯萎的能力，是植物使的天敵
奇美拉
聲優：日本: 園崎未惠，台灣：林美秀
性格殘忍，擁有強大的破壞力，接受萬聖節的命令把伊安的戀人變成人蟲變種 ，十三星座騎士最強六人中的一人，在戰爭遊戲預選中得勝，在最終決戰中輸給桃樂絲，後被伊安殺死，本名叫艾琳，因跟以前曾是chess兵隊成員的男人結婚而被村民毀容，因報復而加入chess，在戰爭遊戲開始前曾打倒過凱拉。
為幽靈ARM使用者
角色名字來源：希臘神話中的怪獸奇美拉
持有的ARM：
咆嘯惡魔（幽靈ARM）
歐加之手（幽靈ARM）
鬼尾（幽靈ARM）
奇麥拉（守護者ARM）
拉普潔
聲優：日本: 佐佐木優子，台灣：錢欣郁
奇洛姆的姐姐，個性殘酷、歇斯底里、好戰、自我中心，擅自殺掉輸掉的同伴，所以事後被驅逐騎士的行列，在4TH與桃樂絲戰鬥敗北，5TH後在魅影給的生存決鬥與伊安戰鬥，結果慘死。
角色名字來源：同名童話拉普潔（《長髮公主》）
持有的ARM：
魔性秀髮（自然ARM）
冰鑽（自然ARM） ── 應用技為冰鑽三明治
伊安
聲優：日本: 川田紳司，台灣：曹冀魯
西洋棋兵隊中最早與銀太交戰的人。右手曾在第一次與銀太交手時骨折。得知戀人琪多遭處行，由這股憤怒進入最強的修練之門，從城堡級升越至騎士級，6th戰爭遊戲再度敗給銀太後覺悟因此脫離了chess兵隊，最後成功找出並殺死讓琪多變成蟲的兇手，動畫版最終定居於亞修為父母被chess殺死的小孩建立的村莊，99集將自己的arm連同琪多的地毯送給準備跟夥伴會合的傑克。
持有的ARM：
章魚鎖鏈（武器ARM）
章魚鎖鏈Ⅱ（武器ARM）
巨蟒鎖鏈（武器ARM）
八爪鞭（武器ARM）
新月之鐮（武器ARM））
嘆息的法碼（武器ARM）
惡魔之絆（暗黑ARM）
貝流頓（守護者ARM）

### 主教
奇洛姆
聲優：日本: 吉野裕行，台灣: 黃天佑
拉普潔的弟弟，以殺害女性為樂，在維斯特利的地底湖被銀太打敗，在4TH與銀太戰鬥敗北，動畫版中在戰爭遊戲結束後跟剛加、皮諾奇木偶一起行動，並利用被制裁而死拉普潔的頭髮讓剛加及皮諾奇聽命於他，在卡魯帝亞跟銀太再度交手，初始一度因為巴波處於維修狀態而居於上風，後因巴波修復成功而再度被擊敗。
持有的ARM：
覆冰之岩（自然ARM）
冰縫（自然ARM）
艾克拉（守護者ARM）
麥拉
聲優：日本: 園部啟一，台灣: 吳文民
在戰爭遊戲第2回合中被桃樂絲的雨犬 托托吃掉。
持有的ARM：
變形蟲（守護者ARM）
Mr.福克
聲優：日本: 伊藤健太郎，台灣：曹冀魯
戰爭遊戲第3回合，第4回合分別和白雪、阿爾維斯對戰，後來因為敗給阿爾維斯而被拉普潔殺死。
角色名字來源：《小飛俠》中的虎克船長
持有的ARM：
螺旋劍（武器ARM）
憤怒之鎖（武器ARM）
銀線吊桿（武器ARM）
單耳銀墜（武器ARM）
蓋隆
聲優：日本: 宇垣秀成，台灣: 黃天佑
芭諾和雷諾的父親。戰爭遊戲第1回合敗給銀太 ，動畫版第97集中被邪惡水晶球殺死，後復活， 。
持有的ARM：
讓身體硬化的ARM×5（自然ARM）
提升腕力的ARM×5（自然ARM）
卡諾奇
聲優：日本: 梅津秀行，台灣: 吳文民
戰爭遊戲第3回合與銀太對戰，對銀太使用暗黑ARM·人體蠟燭，被銀太破解後因暗黑ARM的代價而死。
持有的ARM：
龍嘴杖（自然ARM）
人體蠟燭（暗黑ARM）
克雷奇歐
聲優：日本: 太田哲治，台灣: 曹冀魯
戰爭遊戲第4回合與傑克對戰，因傑克在他體內丟入地豆而戰敗,被拉普潔殺死。
持有的ARM：
魔法銀槌（武器ARM）
慢速（暗黑ARM）
阿維魯圖
聲優：日本: 松林大樹，台灣: 黃天佑
戰爭遊戲第4回合與桃樂絲對戰，不到10秒就被桃樂絲打敗，而被拉普潔殺死（連猜拳都沒有）。
持有的ARM：
利爪（武器ARM）
亞可亞
聲優：日本: こやまきみこ，台灣：林美秀
在4TH與那那西戰鬥平手，戰後拉普潔說「要別人可憐才勝利」而被迫與拉普潔猜拳，原本因在猜拳中獲勝可以免於一死，卻因為奇洛姆也有猜而被不公平地殺死。
角色名字來源：安徒生童話《小美人魚》
持有的ARM：
螺旋海螺（自然ARM）
可可（守護者ARM）
愛摩奇絲
聲優：日本: 千葉千恵巳，台灣：林美秀
主教級最強三人組之一，在戰爭遊戲第5回合與白雪對戰，後來戰敗。
持有的ARM：
花兒占卜砰砰（自然ARM）
糖果屋（不明）
魔劍旦達路西亞（守護者ARM）
聲優: 台灣: 黃天佑
哈美倫
声優：日本: 羽多野渉，台灣: 黃天佑
主教級最強三人組之一，戰爭遊戲第5回合與阿爾維斯對戰，結果戰敗。
角色名字來源：《哈姆林的吹笛手》
持有的ARM：
靈魂長笛（自然ARM）
魅惑角笛（自然ARM）
波利諾（守護者ARM）
夏朵
声優：日本: 松来未祐，台灣：林美秀
主教級最強三人組的最後一位，也是主教級中實力最接近騎士級的人，戰爭遊戲第6回合與艾倫對戰，因為艾倫對貓過敏而輕易獲勝。動畫版中喜歡艾倫和洛可。
持有的ARM：
啪啦‧庫洛（自然ARM）
逗貓棒（自然ARM）
喵喵波（不明）
噗嚕嚕（守護者ARM）

### 城堡
洛可
聲優：日本: 石毛佐和，台灣：林美秀
使用黑暗系ARM，32歲，因為ARM的副作用每用一次魔力身體就會變小一些，導致現在外表和實際年齡不符，戰爭遊戲第2回合和那那西對戰，本要戰敗，但因那那西希望打中的人是貝塔而不是他，因此戰勝那那西。在動畫後面和夏朵結伴同行，在動畫92集時為了救夏朵不被斐拉三姊妹的幽靈ARM守護者「無敵小紅帽」殺死所以使用了「最後的魔力」而變成嬰兒，在動畫完結時被艾倫和夏朵一起照護。
持有的ARM：
詛咒銀墜（暗黑ARM）
詛咒稻草人（附上釘子＆槌子）（暗黑ARM）
芭諾
聲優：日本: 笹本優子，台灣：林美秀
蓋隆的女兒，16歲，戰爭遊戲第1，3回合和傑克對戰，第一回合戰勝，第3回合敗北。由於在第三回合戰時中了傑克的「魔法的蘑菇」，產生幻覺後發現傑克變的很英俊因而愛上他，在第二部漫畫時和傑克結婚並有了孩子。
持有的ARM：
銀球棍（武器ARM）
雷諾
聲優：日本: 保村真，台灣：曹冀魯
蓋隆的兒子，17歲，戰爭遊戲第1回合敗給阿爾維斯，總認為ARM是力量的泉源，在蓋隆與銀太一戰之後才暸解ARM不是力量的泉源
動畫版第97集被邪惡水晶球殺死，後復活。
持有的ARM：
烈焰劍（武器ARM）
烈焰球（自然ARM）
夫奇
聲優：日本: 鈴木千尋，台灣：吳文民
戰爭遊戲第2回合在沙漠地區敗給白雪。
動畫版第98集跟其他仍留在雷斯特瓦城的chess兵隊成員一同被邪惡水晶球殺死，後復活。
持有的ARM：
風精手鍊（自然ARM）
阿里巴巴
聲優：日本: 桐井大介，台灣：曹冀魯
戰爭遊戲第3回合被艾倫丟入火山，漫畫版中戰死，動畫版中因魅影及時救援而存活，並且失去一隻手，換成機械手。
角色名字來源： 《天方夜譚》中的阿里巴巴
持有的ARM：
神燈精靈（守護者ARM）

### 士兵
琪多
聲優: 日本:豐口惠 台灣：林美秀
伊安的戀人，因為伊安無視兵隊命令擅自跑去跟銀太交手被萬聖節命令的奇美拉攻擊，變成蟲及奇美拉的收藏品，後被脫離chess的伊安救出，動畫版中跟伊安最後定居於亞修為被chess殺死父母的小孩建立的村莊並將自己的地毯跟伊安的arm一起送給準備跟夥伴會合的傑克。

### 黑星幫
動畫原創的小團體，在49話~52話中登場。相當討厭魅影的作風，想要快點可以搶劫、放火跟殺人，因此想藉由MÄR的成員在修練之門裡修練時解決他們，以便馬上開始黑星幫的野心。黑星幫的核心成員雖然全部都是城堡級的，但自稱實力至少有騎士級。
沙督隆
聲優：日本: 小山力也，台灣: 曹冀魯
黑星幫的首領，在MÄR的成員前往修練之門的時候使用急凍骷髏定住艾倫的行動。使用的ARM是急凍骷髏及憤魂鐵球，在急凍骷髏被破解後受到詛咒變成怪物，最後被MAR成員的聯合攻勢下被擊敗。
角色名字來源：九大行星中的「土星」
瑪露思
聲優：日本: 富坂晶，台灣：林美秀
與梅爾可亞一起襲擊銀太與傑克。使用的ARM是彩虹盾牌。
角色名字來源：九大行星中的「火星」
梅爾可亞
聲優：日本: 間島淳司，台灣: 吳文民
與瑪露思一起襲擊銀太與傑克，被瑪露思稱讚時會感到高興。使用的ARM是七星劍。
角色名字來源：九大行星中的「水星」
維奴斯
聲優：日本: 大原沙耶香，台灣: 錢欣郁
與尤比特一起襲擊阿爾維斯與那那西。使用的ARM是仙女棒與愛神之箭。
角色名字來源：九大行星中的「金星」
尤比特
聲優：日本: 小西克幸，台灣: 黃天佑
與維奴斯一起襲擊阿爾維斯與那那西，常常將美麗／優雅一詞掛在嘴邊，但肚子上…。使用的ARM是空氣防護罩與死亡迷宮。
角色名字來源：九大行星中的「木星」
烏拉努斯
聲優：日本: 葛城七穗，台灣: 錢欣郁
三姊妹中的長女，三人一起襲擊桃樂絲與白雪。使用的ARM是拘束輪、刺蝟球、那哈達毒蛾。
角色名字來源：九大行星中的「天王星」
普路托
聲優：日本: 笹島かほる，台灣: 林美秀
三姊妹中的次女，三人一起襲擊桃樂絲與白雪。使用的ARM是複製人唇膏。
角色名字來源：九大行星中的「冥王星」
那芙頓
聲優：日本: 榎本溫子，台灣: 錢欣郁
三姊妹中的三女，三人一起襲擊桃樂絲與白雪。使用的ARM是巨型捕獸夾。
角色名字來源：九大行星中的「海王星」

### 幽靈Chess
在魅影戰敗後出現的Chess兵隊，所有成員都只使用幽靈ARM。是同名遊戲【遺忘的葛拉維亞】中的人物，該兵隊成員動畫版跟遊戲版的聲優並不相同，定位也有些許差異（動畫版是魅影的直屬部隊，遊戲版是皇后的直屬部隊，因一個不好的妥協而跟著魅影）。
坎沛爾·麥司達
聲優：日本: 堀川仁（動畫） / 石川和之（遊戲），台灣: 曹冀魯
幽靈Chess的領隊，個性冷靜沉著，遊戲版最終被幽靈ARM吸收，並被銀太殺死，動畫版中企圖獲得最終的權力，最後吸收了幾乎所有同伴，並發動幽靈ARM的最終型態跟銀太等人對戰，最後耗盡力氣而死。
莎拉·潘朵
聲優：日本: 淺川悠 （動畫） / 氷青 （遊戲），台灣: 馮嘉德
坎沛爾底下幽靈Chess的一員，同時也是坎沛爾的秘書，遊戲版中因為身上的幽靈ARM緣故無法說話，後被魅影殺死，動畫版中她的話連斐拉三姊妹也無法違抗，與MÄR戰鬥時因為過度使用ARM，身體被侵蝕而死亡。
傑奈爾
聲優：日本: 白熊寬嗣（動畫） / 酒井敬幸（遊戲），台灣: 黃天佑
幽靈Chess的一員，與帕斯共同行動，動畫版中使用的ARM與帕斯的ARM有連動效果。在莎拉死後，對於同伴的死亡感到恐懼。最後被坎沛爾的ARM所吸收。
帕斯
聲優：日本: 渡邊明乃（動畫） / 隠岐惠（遊戲），台灣:林美秀
幽靈Chess的一員，與傑奈爾共同行動，遊戲版中似乎知道發生在六年前的阿爾維斯的事，動畫版最後被坎沛爾的ARM所吸收。
斐拉·愛伊
聲優：日本: 植田佳奈（動畫） / 吉田小百合 （遊戲），台灣: 錢欣郁
幽靈Chess的一員，是斐拉三姊妹的長女，使用的幽靈ARM是無敵小紅帽。動畫版最後被坎沛爾的ARM所吸收，遊戲版最後為了幫助阿爾維斯因而用盡了最後的力量。
斐拉·貝伊
聲優：日本:  三宅華也（動畫） / 清水香里（遊戲），台灣：林美秀
幽靈Chess的一員，是斐拉三姊妹的次女，但不知道為什麼感覺比愛伊強勢，使用的幽靈ARM是無敵小紅帽。動畫版最後被坎沛爾的ARM所吸收，遊戲版最後為了幫助阿爾維斯因而用盡了最後的力量。
斐拉·希伊
聲優：日本: 門脇舞以（動畫） / 西川葉月（遊戲），台灣: 馮嘉德
幽靈Chess的一員，是斐拉三姊妹的三女，使用的幽靈ARM是無敵小紅帽。動畫版最後被坎沛爾的ARM所吸收，遊戲版最後為了幫助阿爾維斯因而用盡了最後的力量。

## 其他人物
小雪
聲優：日本: 清水愛，台灣：馮嘉德
銀太的玩伴和同學。睡覺時，會和白雪有所聯結。
第二部漫畫中伴隨銀太一起登場。
銀太的母親
聲優：日本: 石塚さより，台灣：錢欣郁
童話作家。動畫版中和小雪一樣，看得到MÄR Heaven的事。是戴安娜下咒後看到的。
凱拉
聲優: 日本: 志村知幸，台灣: 黃天佑
十字軍的第三把交椅，在第一次 MÄR Heaven 大戰中跟主人、艾倫一同取得了最終的勝利，但在第二次大戰戰爭遊戲預選賽中運氣不好對上奇美拉而在預選中淘汰，因此成為了支援MÄR的角色。
愛德華
聲優：日本: 坂口侯一，台灣：黃天佑
白雪的家臣，負責照顧白雪，是一位時常擔憂白雪安全的勞碌狗。
六年前的戰爭遊戲中被Chess兵隊－萬聖節施予詛咒而和艾倫融合，交換方式為艾倫睡一次愛德華睡三次，在動畫30集（單行本第七集）時被銀太以神聖ARM－艾莉絲解除詛咒,
貝兒
聲優：日本：釘宮理惠，台灣：錢欣郁
阿爾維斯身邊的小妖精，與阿爾維斯互有好感，很照顧阿爾維斯，不過也很愛吃醋。
《小飛俠》中的叮叮為主題。
主人
聲優：日本：關俊彥，台灣: 吳文民
銀太的父親，在第一次MÄR Heaven大戰的戰爭遊戲中以十字軍隊長的身分與魅影同歸於盡，實際上靈魂寄宿在巴波體內，而軀體被邪惡水晶球佔據， 後來被銀太用巴波變形四與變形七讓銀太父親的靈魂回歸身體[ 在動畫中是用巴波變形四直接讓銀太父親的靈魂回到身體 ]。
傑庫
聲優：日本：中嶋聰彥，台灣：曹冀魯
傑克的父親，最初的夢想跟兒子一樣是想培育直達天際的植物，但遇上了傑克的母親後變成了跟心愛的人一起建立一個美好的家園。
在第一次MÄR Heaven大戰戰爭遊戲中被威薩施予致命一擊而死。

## MÄRΩ登場人物

### 凱伊小隊
凱伊
第二部的主角，卡魯帝亞前任長老巴波的兒子，相當崇拜拯救MÄR Heaven的英雄銀太，在被chess殘黨襲擊時意外獲得了巴波，然而村莊被贗品組織襲擊，只有自己跟愛麗莎逃過一劫，因此誓言一定要拯救村莊，拯救MÄR Heaven，最後成功用前任長老巴波的魔力跟守護者擊敗亞德摩斯，在隊伍中為後衛的角色，同時也是隊伍的主砲手。
300年前在巴波跟溫威塔的大戰中死亡，當時還是長老的巴波為了使他復活犧牲自己的身體使自己變成ARM。
角色名字來源：《冰雪女王》
巴波
#MÄR隊伍參照，擁有獨立人格並能利用魔石創造特殊能力的稀罕ARM，擁有前任卡魯帝亞長老的記憶，被因chess殘黨襲擊而沉入湖底的凱伊尋到，因為感覺到跟銀太相同的氣息而讓凱伊成為了自己的第三任使用者。
真實身份是前任卡魯帝亞長老，同時也是凱伊的父親，300年前利用贗品ARM將自己的性命給了凱伊失去了身體。
第二部：
- - 變形一：人馬騎兵（守護者ARM）
  - 變形二：致命黃蜂（守護者ARM）
  - 變形三：卡拉鷹（守護者ARM）
  - 變形四：巴龍（守護者ARM）
  - 變形五：貝希摩斯（守護者ARM）
  - 變形六：絕對防禦的諾魯龜（守護者ARM）
  - 變形七：冰雪女王（守護者ARM）
  - 變形八：omega石翼魔（守護者ARM）

愛麗莎
第二部的女主角之一，凱伊的青梅竹馬，疑似跟chess殘黨羅藍有親屬關係，性格開朗外向，是除了凱伊外逃過襲擊的人，因此誓言要跟凱伊一起拯救村莊，對凱伊有好感，在隊伍中為輔助的角色，同時也是凱伊的護衛。
持有的ARM：
菲歐列（自然ARM）：——手環。有眼狀（<○>） 兩個交叉的裝飾。可以通過在每個 () 中念誦名稱釋放出地(Desert)、火(Franme)、風(Vent)、水(Liquid)、冰(Neve)五種自然力量，個別基礎能力不算很強，不過，根據術者跟環境的相性能夠有效的使用。
印果
卡魯帝亞出身的少年，溫威塔的後裔，性格冷靜且不服輸，因卡魯帝亞的法規而加入凱伊的隊伍，因為自身個性的關係經常跟凱伊吵架，使用鐮刀攻擊，在隊伍中為前鋒的角色。
持有的ARM：
冥王鐮刀（武器ARM）：——形似鐮刀的項鏈。發動後是大鐮刀，其刀刃可以分離成3塊。與大型防禦者也有交鋒的力量。）
氣鎚（次元ARM）：——戒指。壓縮空氣釋放出多束衝擊波以攻擊對手，既可以用於遠程射擊，也可以在近身格鬥中增強破壞力。
聯合防禦（武器ARM）：——戒指。扔大量六邊形圓盤，有保護同伴的能力。

### 贗品組織
溫威塔
卡魯帝亞出身，贗品ARM的製造者，300年前被巴波所殺，贗品組織將ARM流向世界各地的目的是為了讓該角色完全復活，最後被亞德摩斯做成ARM。
亞德摩斯
贗品組織實質的首腦，第二部的最終反派，妹控，對凱兒坦有好感，夢想是變成神，因皇后及魅影已死去而自立組織，也是將凱兒坦變成活死人的人，幼時被當國王的父親給嚴厲管教，妹妹被他父親的馬踩的快死也不敢跟父親說妹妹還有救，讓妹妹因此死亡。
實際上已死亡，靠著跟溫威塔求助力量以及贗品ARM不斷吸收他人生命力而存活，被凱伊擊敗後失去贗品ARM的庇護身體粉碎而亡。
凱兒坦
第二部的女主角之一，贗品ARM的使用者，個性安靜，表情變化不大，跟凱伊一樣失去了村莊，接受亞德摩斯的命令跟莫拉斯克一同前來抓巴波，與凱伊互有好感。
角色名字來源：《冰雪女王》
古蓋爾
贗品ARM的使用者，奪走凱伊村莊的人，跟亞德摩斯有一同當統治者而不是被統治以及找當國王的父親算帳的約定，後因亞德摩斯食言而肥派Masterpiece對其動手而背叛。
莫拉斯克
贗品ARM的使用者，跟凱兒坦同故鄉，為了證明自己接受亞德摩斯的命令出賣村莊並跟凱兒坦一同前來抓巴波。